# Veredinha
Veredinha é um município brasileiro do estado de Minas Gerais. Possui uma população bastante rica em termos de artesanato. É uma cidade que vem se expandindo com o tempo.

## História
- Fundação: 22 de dezembro de 1995 (29 anos).

Sua vegetação é baseada no tipo de bioma do cerrado e o município de Veredinha é cortado pelo rio Itamarandiba e pelo rio Araçuai.
No passado, Veredinha era conhecida como Vendinhas, pelo fato de só haver uma venda, depois quando foi surgindo as primeiras casas, o nome mudou para Veredinha, por causa das veredas que existem ao redor da cidade.
Veredinha mantém uma religiosidade forte, com festas populares e tradicionais, a festa mais tradicional é a Festa do Peão de Boiadeiro, que reuni uma legião de pessoas montadas em animais. Surgiu exatamente apenas como a queima do judas, e que depois se transformou na grande Festa do Peão, que hoje é realizada sempre no final do mês de abril. A festa do divino mantém as mesmas características, com Imperador e Imperatriz, e seu cortejo passando pela rua principal da cidade, a Festa do Divino é sempre realizada no mês de Julho. Ainda conta com mais algumas festas religiosas, como Festa de São Vicente de Paulo, Festa de Santa Rita.
Nas comunidades rurais de Verediha, as festas religiosas também são muito fortes, e ainda conta com participações de grupos folclóricos como os Marujeiros. O distrito de Mendonça tem grupos como as Mulheres Cantadoras, um grupo de senhoras da terceira idade que animam os leilões do distrito, e ainda contam com corais que enfeitam e alegram as missas locais, como o Coral dos Homens.
Mas o coral de maior expressão é o Coral Vozes das Veredas, também conhecido como Coral de Veredinha ou das Meninas de Veredinha. O Coral já se apresentou no Palácio das Artes (2006), para o Gov. Aécio Neves no Palácio da Liberdade (2008) e já participou de diversas edições do Festival Internacional de Corais em Belo Horizonte. O Coral Vozes das Veredas gravou o seu primeiro CD, intitulado "Um Canto Novo num Cantinho do Vale", no ano de 2005. O coral projetou a cidade de Veredinha, juntamente com o artesanato local, para o Brasil.